# Shigeo Arai
Shigeo Arai (Japans: 新井 茂雄, Arai Shigeo) (Shizuoka, 8 augustus 1916 – Myanmar, 19 juli 1944) was een Japans zwemmer.
Shigeo Arai nam eenmaal deel aan de Olympische Spelen; in 1936. In 1936 nam hij deel aan het onderdeel 4x200 meter vrije slag. Hij maakte deel uit van het team dat het goud wist te veroveren. Verder won hij het brons op de 100 meter vrije slag.

## Carrière hoogtepunten
- 1936 Olympische Spelen 100 meter vrije slag - 58.0
- 1936 Olympische Spelen 4×200 meter vrije slag - 8:51.5 (wereld record)